# Ethos Capital
Ethos Capital — частная инвестиционная компания, основанная в 2019 году. Его единственной инвестицией было приобретение Реестра общественных интересов (англ. Public Interest Registry) организации, отвечающей за управление доменом верхнего уровня .org, у Общества Интернета, за неизвестную сумму.
Ethos Capital был основан бывшим исполнительным директором ICANN Фади Шехаде и инвестором Эриком Бруксом. Эрик Брукс был ответственным за приобретение Abry Partners of Donuts, регистратором доменных имен Другие бывшие сотрудники ICANN, такие как бывший вице-президент Нора Абуситта-Ури, также перешли в Ethos Capital.